# 迪克·薩維特
理查德·萨维特（英語：Dick Savitt，1927年3月4日—2023年1月6日），美国职业网球选手。
薩維特于1951年以24岁之龄先后在澳大利亚和温布尔登举办的温布尔登网球锦标赛上夺冠，成为继唐·巴奇（1938年）、占美·干納斯（1974年）、皮特·森柏斯（1994年及1997年）之后第四位在一年之内同时获得澳大利亚和温布尔登冠军的美国人。当时大部分媒体将他排在世界第二，仅次于同为业余球手的弗兰克·塞奇曼，而纽约时报则在他获得温布尔登锦标赛冠军后将他排在世界第一。1961年，萨维特在以色列举办的馬加比厄運動會男子单打及男子双打决赛中斩获两枚金牌。
凭借其在各大赛事中的表现，萨维特先后被国际网球名人堂、校际网球协会名人堂、东部美国网球协会名人堂、国际犹太人体育名人堂以及国家犹太人体育名人堂等各大名人堂收录。

## 早年生活
萨维特出生于新泽西州贝永。他从14岁开始自学网球，但此后终生未有加入任何正式网球课程。凭借自学来的网球技巧，萨维特先后打入新泽西州少儿锦标赛决赛圈及国家青少年锦标赛。1944年，由于萨维特的母亲患上了严重的皮肤病，需要更为温暖的环境，萨维特一家搬到了德克萨斯州的埃尔帕索。
萨维特最初的兴趣在于篮球，在刚刚搬到德克萨斯州时，他代表德克萨斯州球队担任前锋，其後加入埃尔帕索高中球队，並擔任该队联合队长 。虽然萨维特一直将网球视为“第二运动”，但仍在德克萨斯州大学校际联赛的1944—45赛季决赛中夺得冠军。而在国家级赛事中，萨维特于青少年球员中排名第八，在所有业余球员中则排名第十七。
1945年，萨维特进入海军服役，驻地被安排在米林顿—孟菲斯机场，服役期间，萨维特加入了一支军中篮球队。

## 大学生涯
1946年，萨维特进入康奈尔大学就读，主修经济学，并加入了该校的Pi Lambda Phi兄弟会，其后又经过筛选，加入狮身人面像协会。但后来萨维特在运动中两度受伤，其中一次更伤及膝盖，其篮球生涯亦被迫终止。
大学期间，萨维特重新开始从事网球，并成为了康奈尔大学网球队队长以及头号单打、双打球手。1947年，萨维特在美国网球手中排名第26，两年后，名次上升至17。1949年及1950年，萨维特两度在东部校际网球锦标赛中夺冠，此外他还在1948年至1950年间与伦纳德·斯坦纳连续三次共同获得年度双打球手头衔。1950年6月，萨维特大学毕业，在大学生涯中，他作为单打球手共取得了57–2的成绩。

## 正式球员生涯
萨维特于1951年至1957年间四度跻身全球前十（其中1951年排名第二），而在1950至1959年间则六度跻身美国前十，在此期间，他于1953年至1955年间并未参赛。1951年，萨维特分别夺得了温布尔登锦标赛单打冠军及澳大利亚公开赛冠军，这两项冠军后来成为其职业生涯中的重要成绩。此外他还夺得了1952年、1958年及1961年美国网球协会室内锦标赛冠军，成为第一位三次在该赛事中夺冠的美国人。1952年，萨维特在加拿大公开赛上夺得单打及双打冠军。

### 1950–1953年
1950年，萨维特在东部地区泥地网球锦标赛上于四局之内击败唐·麦克尼尔，两人其后在纽约州锦标赛上再次对阵，萨维特于五局内险胜麦克尼尔。
1950年，萨维特打入美国网球公开赛，于森林小丘体育场对阵阿爾特·拉森，惟最终落败
1951年，24岁的萨维特在温布尔登网球锦标赛上击败美国第一球手拉森及第二球手赫伯特·弗拉姆，夺得单打冠军。此外他还在澳大利亚公开赛的决赛中用时61分钟击败肯·麦格雷戈，获得年度单打球手头衔，这次比赛使萨维特成为继唐·巴奇之后第二位在同一季中取得温布尔登锦标赛和澳大利亚公开赛冠军的美国球员以及第一位在此类赛事中夺冠的犹太人。赛后萨维特回忆称，之前从未听说过网球的北伦敦犹太社区人士在得知他夺冠之后，已经逐渐开始涉足该项运动。
1950年代，网球在美国仍是一种鄉村俱樂部运动，而许多俱乐部通常不允许犹太人进入，造成很多犹太裔网球运动员得不到足够的训练，从而无法参加各种世界级赛事。在此背景下，萨维特的成功促使他成为第一位登上《时代》杂志封面的犹太裔运动员。
1951年，萨维特在世界网球手中排名第二，并在美国台維斯盃球队队员中排名第一，在萨维特的加持下，该队于1952年1月打入澳大利亚公开赛半决赛。1952年2月，萨维特击败比尔·塔尔伯特，夺得美国全国室内锦标赛冠军，同年他在加拿大公开赛单打决赛中击败科特·尼尔森，夺得单打冠军。1952年9月，萨维特击败阿爾特·拉森，夺得太平洋海岸男子锦标赛单打冠军。

### 台維斯盃的冷落及退休
萨维特曾在1951年的三场比赛中代表美国队击败过澳大利亚队，资深网球作家阿利森·丹齐克曾表示萨维特是美国队取胜的最大希望。此外，萨维特还曾在1951年的澳大利亚公开赛上击败澳大利亚最佳球员弗兰克·塞奇曼。但在接下来的比赛中，美国队不上场队长法蘭克·希爾茲选择了当时处于半退休状态的球员特德·施罗德上场，而施罗德在之前的比赛中多次落败，因此希爾茲此举遭到了五名美国前十球员的指控，称他在选择上场球员时明显存在偏见。经过希爾茲的调整之后，美国队最终在1951年的台維斯盃中败给了澳大利亚队。
1952年，美国全国草地网球协会（即如今的美国网球协会）的年度大会对全国球员排名进行了激烈讨论，协会东部、南部、新英格兰地区、佛罗里达州及德克萨斯州代表团普遍支持应将萨维特排在第一，然而希爾茲在讲话中猛烈攻击萨维特，观察人士认为这最终导致了萨维特票数的摇摆。时代杂志在报导此事时称：“希爾茲是这次大会中最急于发生的人，他有意忽视萨维特的存在，而坚持将信心放在年事渐高（30岁）的特德·施罗德身上 ...而事实证明，比赛最终毁在了施罗德手中。希爾茲费尽心思要将萨维特排在 ...第三名。希爾茲在大会上声称：‘在过去的三个月里，没有任何迹象表明萨维特能夺得冠军。’”曾于1940年夺得美国冠军的唐·麦克尼尔在谈到希爾茲时表示球员的排名应该取决于他们的能力而非个人偏见，并认为希爾茲的言论“有失公允”，此番评论获得代表团大量支持。而澳大利亚台維斯盃球员哈里·霍普曼则认为希爾茲针对为何不将萨维特排在第一所给出的理由“毫无说服力” （页面存档备份，存于）。协会最终发起了一次史无前例的代表投票，维克·塞哈斯成为第一，萨维特则被排在了第二，第三则为托尼·特拉伯特。
1952年2月，萨维特宣布自己接下来将仅再参加一次锦标赛，即全国室内锦标赛，之后便将在25岁时退役，他其后解释称选择退役是因为所得到的薪资无法满足需求，致使他需要将重心转移到商业。萨维特认为自己与希尔兹的隔阂并非源于反犹太主义，而是因为自己曾在1948年新泽西州锦标赛的四分之一决赛上大败希尔兹，而希尔兹自己也曾在1933年以美国第一球手的身份被从台维斯杯除名

### 兼职时期
1954年，萨维特以兼职球员的身份重返赛场，参与了当年四月在德克萨斯州休斯顿举行的橡树河泥地锦标赛，并在决赛中击败斯文·戴维松、加德納·穆羅伊、维克·塞哈斯及哈姆·理查森等人。
1957年8月，萨维特于新泽西州南奧蘭治举办的东部地区草地锦标赛上击败哈姆·理查森和维克·塞哈斯，夺得冠军。
1958年，萨维特出于商务原因搬回纽约，并注册成为兼职球员，同年他在全国室内锦标赛上击败格兰特·戈尔登、科特·尼尔森及巴奇·帕蒂，获得了职业生涯中的第二个全国室内锦标赛头衔。1961年，萨维特以周末球手的身份击败皮埃尔·达尔蒙、克里斯托弗·克劳福德及美国第一球手惠特尼·里德，再次获得全国室内锦标赛头衔。1981年，萨维特与儿子罗伯特共同获得美国父子双打组合头衔。

### 以色列马加比厄运动会
1961年，萨维特分别在马加比厄运动会的单打及双打决赛中斩获两枚金牌，而在赛场外，他亦经常参与由世界马加比体育联会所组织的活动。
萨维特亦多有协助以色列网球中心的发展。1998年，萨维特被任命为校际网球协会的海外负责人。作家彼得·霍维茨在其2007年出版的书中将萨维特排在有史以来最伟大的犹太裔运动员中的第九位。

## 名人堂
萨维特于1976年被引入国际网球名人堂，又于1979年被引入国际犹太人体育名人堂。1986年，美国校际网球协会将萨维特引入其男子网球运动员名人堂。此外萨维特还分别在1998年及1999年进入全国犹太人体育名人堂及东部美国网球协会体育名人堂

## 退役后
退出赛场后，萨维特先是进入了路易斯安那州的一家石油公司，其后又进入了一家位于曼哈頓金融區的雷曼兄弟分公司就职。1985年，萨维特开始到施羅德投資工作。
萨维特于2023年1月6日去世，享年95岁。

## 大满贯赛事成绩

### 单打（两个头衔）
| 结果 | 年份 | 比赛名称       | 场地 | 对手        | 比分               |
| ---- | ---- | -------------- | ---- | ----------- | ------------------ |
| 获胜 | 1951 | 澳大利亚公开赛 | 草地 | 肯·麦格雷戈 | 6–3, 2–6, 6–3, 6–1 |
| 获胜 | 1951 | 温布尔登锦标赛 | 草地 | 肯·麦格雷戈 | 6–4, 6–4, 6–4      |

### 双打（两次亚军）
| 结果 | 年份 | 赛事名称   | 场地 | 搭档          | 对手                      | 比分               |
| ---- | ---- | ---------- | ---- | ------------- | ------------------------- | ------------------ |
| 落败 | 1951 | 法国锦标赛 | 泥地 | 加德納·穆羅伊 | 肯·麦格雷戈 弗兰克·塞奇曼 | 2–6, 6–2, 7–9, 5–7 |
| 落败 | 1952 | 法国锦标赛 | 泥地 | 加德納·穆羅伊 | 肯·麦格雷戈 弗兰克·塞奇曼 | 3–6, 4–6, 4–6      |